# آندره گاردر
آندره گاردر (فرانسوی: André Gardère‎; ۸ مهٔ ۱۹۱۳ – ۱۶ فوریهٔ ۱۹۷۷) شمشیرباز اهل فرانسه بود.
وی در مسابقات کشوری و بین‌المللی در مجموع برندهٔ ۱ مدال نقره شده‌است.